# Tabala Jaya
Tabala Jaya is een bestuurslaag in het regentschap Banyuasin van de provincie Zuid-Sumatra, Indonesië. Tabala Jaya telt 822 inwoners (volkstelling 2010).